# Гурам Ніколаішвілі
Ніколаішвілі Гурам (груз. გურამ ნიკოლაიშვილი; нар. 3 листопада 1952) — грузинський генерал, начальник Генерального Штабу Грузії (1993—1994).

## Із життєпису
Народився в Кобулеті. Закінчив Тбіліське вище артилерійське командне Червонопрапорне Ордена Червоної Зірки училище імені 26 Бакинських комісарів в 1974 та Військову артилерійську академію в Ленінграді (1989).
На момент розпаду СРСР був начальником гарнізону в Ахалкалакі в званні полковника. У 1992 вступив до грузинської армії. Командував 11-ю мотопіхотною бригадою, з 1993 по 1994 був начальником Генерального Штабу. Генерал — майор (1993), генерал — лейтенант (1996).
В 1994—1999 був військовим аташе Грузії в Російській Федерації. З 2000 — у відставці.